# Théâtre national de Bretagne
Pour les articles homonymes, voir TNB.
Le théâtre national de Bretagne (TNB) est une institution culturelle rennaise créée en 1990 et regroupant sous la forme d'une société d'économie mixte la Comédie de l'Ouest, née en 1949, et la Maison de la Culture de Rennes, ouverte en 1968.
En tant que centre dramatique national, sa mission s'articule autour de la création, la diffusion et la formation, et s'exerce au niveau régional et national. En 2002, il accède au statut de centre européen de production théâtrale et chorégraphique.
Il est situé au 1 rue Saint Hélier, à Rennes.
Le TNB est avant tout un espace public, comportant des salles de spectacle et cinéma mais aussi un bar-restaurant. Il y a également une école de comédiens depuis 1991.
Chaque année en novembre est organisé l'un des temps fort de l'établissement : le Festival TNB, héritier de Mettre en scène.
Depuis le 1er janvier 2017, le TNB est dirigé par Arthur Nauzyciel .

## Architecture
Le bâtiment de maison de la Culture qui accueille le théâtre national de Bretagne, a été édifié en 1968 par les architectes Jacques Carlu, Michel Joly et Patrick Coué, à l'emplacement de la Maison centrale des femmes de Rennes, transformée plus tard en prison militaire qui accueilli Alfred Dreyfus, lors de son deuxième procès en 1899. En 1997 l'artisan d'art et designer Jean-Claude Motte créa et posa la signalétique en inox.
Il a rouvert en février 2008 après trois ans de travaux de rénovation confiés à l’architecte Antoine Stinco,.
Depuis sa rénovation, le bâtiment compte trois salles de théâtre et deux salles de cinéma.
Pour le théâtre, la salle Jean Vilar, la plus grande, compte 930 places, la salle Jean-Marie Serreau 310 places. En sous-sol, une troisième salle de 100 places, qui porte le nom de Guy Parigot, abritait les répétitions des jeunes comédiens de l'école de théâtre du TNB, elle sert désormais de salle de spectacle au même titre que les autres. Au troisième étage, deux salles sont destinées au cinéma d'art et d'essai : une grande de 403 places, et une plus petite de 92 places,.
On retrouve également au premier étage du bâtiment un bar restaurant, anciennement nommé l'entracte, qui peut accueillir jusqu'à 250 personnes.

## Historique
La genèse du Théâtre national de Bretagne remonte à 1940, date de la fondation de la troupe des Jeunes comédiens par Georges Goubert et Guy Parigot. Vainqueur en 1948 du premier prix du Concours des jeunes compagnies, la compagnie part en tournée à travers la Bretagne et rédige un rapport sur le théâtre en Bretagne. Hubert Gignoux propose alors à Jeanne Laurent le projet d'en faire un centre dramatique national (CDN). Avec une subvention de 8 millions de Francs par le ministère de l'Éducation nationale, et de 2 millions par la ville de Rennes, le Centre dramatique de l'Ouest naît le 2 novembre 1949, quatrième CDN à voir le jour, après le Centre dramatique de l'Est en 1946, la Comédie de Saint-Étienne en 1947, le Grenier de Toulouse en 1949.
Inauguré avec Un chapeau de paille d'Italie de Labiche, le Centre dramatique de l'Ouest est dirigé par Hubert Gignoux jusqu'en 1957. Se met ensuite en place une codirection assurée par Georges Goubert et Guy Parigot pour le Centre dramatique qui change de nom et devient la Comédie de l'Ouest.
En 1968 est créée la maison de la Culture de Rennes qui rapidement après sa création fonctionne grâce à une direction commune avec le Centre dramatique et ce jusqu'au 31 décembre 1973. Entre 1974 et 1980 la direction de la Maison de la Culture de Rennes est confiée à Chérif Khaznadar qui développe en parallèle des actions théâtrales. À partir du 1er janvier 1975, Guy Parigot occupe seul la direction de la Comédie de l’Ouest renommée « Théâtre du Bout du Monde – Centre dramatique national ». Il est accueilli à la fin de 1979 au sein du nouveau théâtre de la Parcheminerie. Prenant le nom de Comédie de Rennes, la compagnie retrouve en 1981 une direction bicéphale, Dominique Quéhec rejoignant Guy Parigot, tandis que Pierre-Jean Valentin prend la direction de la Maison de la culture en 1982.
En 1986 Pierre Debauche prend la tête des deux entités : la SARL Comédie de Rennes et l'association Maison de la Culture, réunies bientôt sous le nom de GRAND HUITdu fait de la forme du bâtiment qui l'abrite. Trois ans plus tard si la SARL reste financièrement viable, la Maison de la Culture ayant multiplié les évènements (Carrefour des Régions d'Europe, Festival d'été, Festival des Arts électroniques...) et partant, ses charges, doit déposer le bilan. Pierre Debauche quittera le GRAND HUIT sur un déficit alors record de 2,3 millions de francs. De nombreux licenciements, et une fermeture de 6 mois mettent un terme à l'aventureuse expérience du GRAND HUIT. L'association "Maison de la Culture" dissoute, seule demeure la SARL Centre Dramatique National, qui prend le nom de Théâtre National de Bretagne (Cependant le TNB n'est pas un "théâtre national" stricto sensu : il n'y a que six théâtres nationaux, dont le seul créé en province reste le Théâtre National de Strasbourg).
En 1990, la décision de fusionner la Maison de la Culture et le Centre dramatique est actée. Le Théâtre national de Bretagne est né, sa direction confiée à Emmanuel de Véricourt.

## Gestion
Doté d'un statut de Société d'économie mixte, le Théâtre national de Bretagne dispose d'un budget annuel de 11 millions d'euros, financé à hauteur de 3,1 millions par l'État, 2,9 millions par la ville de Rennes, et 3 millions issus des recettes propres.
En 2005, il a accueilli 95 000 spectateurs avec 10 000 abonnés. Son public est plutôt jeune, avec une moyenne d'âge de 26 ans. De nombreuses classes des collèges et lycées environnants viennent régulièrement à l'occasion de représentations théâtrales.
En 2014, la Chambre régionale des comptes (CRC) de Bretagne rend un rapport sur la gestion du Théâtre national de Bretagne entre 2009 et 2012. Selon Le Point, ce « rapport de la cour des comptes bretonne dénonce le train de vie ministériel des dirigeants du TNB[...]la CRC remet en cause certaines pratiques financières de la direction de l'institution culturelle. Les dépenses concernant les frais de réception, de mission et de déplacement - hors tournées - ont plafonné à 163 078 euros en 2009 et s'élevaient à 129 082 euros en 2012. À titre de comparaison, des frais du même genre ont oscillé entre 28 190 euros et 31 840 euros entre 2009 et 2012 au Théâtre national de Bordeaux en Aquitaine, qui, lui, est géré par une régie privée. » La CRC émet alors plusieurs recommandations. Dans son rapport du 13 septembre 2022, qui porte sur les exercices 2016 et suivants, elle juge que celles-ci ont été mises en œuvre, et donc que la gestion du TNB est d'une meilleure qualité. Toutefois, elle reste réservée sur le choix du statut – que les actionnaires n'ont pas voulu remettre en cause – estimant que « la formule de l’établissement public de coopération culturelle (EPCC) demeure intéressante ».